# 費德里科·迪弗朗切斯科
費德里科·迪弗朗切斯科（義大利語：Federico Di Francesco；1994年6月14日—）是一位意大利職業足球選手，在場上的位置是邊鋒。現效力於意大利足球乙级联赛球隊巴勒莫。他的足球生涯開始於佩斯卡拉的青訓營。2016年他轉會博洛尼亞。他也代表意大利U21國家足球隊參賽。

## 外部連結
- Tutto Calciatori profile （页面存档备份，存于） （意大利文）
- Soccerway資料庫：費德里科·迪弗朗切斯科
- Mercato, il Bologna prende Di Francesco e Boldor （页面存档备份，存于）‚ ilrestodelcarlino.it, 23 June 2016